# Кортеређо (Торино)
Кортеређо је насеље у Италији у округу Торино, региону Пијемонт.
Према процени из 2011. у насељу је живело 241 становника. Насеље се налази на надморској висини од 249 м.